# Ampelisca composita
Ampelisca composita är en kräftdjursart. Ampelisca composita ingår i släktet Ampelisca och familjen Ampeliscidae. Inga underarter finns listade i Catalogue of Life.